# Sarki lepényhal
A sarki lepényhal (Liopsetta glacialis) a csontos halak (Osteichthyes) főosztályának a sugarasúszójú halak (Actinopterygii) osztályába, ezen belül a lepényhalalakúak (Pleuronectiformes) rendjébe és a lepényhalfélék (Pleuronectidae) családjába tartozó faj.

## Előfordulása
A sarki lepényhal Észak-Európa parti vizeinek és folyótorkolatainak lakója. A nyári hónapokban messzire felúszik a folyókban.

## Megjelenése
A hal teste hosszúkásan ovális, erősen lapított, szájnyílása kicsi, végállású (nem ér a szemek alá). Szemei a jobb oldalon vannak. Elő-kopoltyúfedői szabad peremmel. Pikkelyei nagyon kicsinyek, a hímnél fésűsek, a nősténynél kerekdedek; az oldalvonal mentén, valamint a hát- és farok alatti úszók tövén nincsenek megnagyobbodott, tüskés szemölcspikkelyek. Oldalvonala a mellúszók felett csaknem egyenes. Hátúszója 51-64, farok alatti úszója 37-45 lágy sugarú; tüskés sugarai nincsenek; hasúszói torokállásúak. Az első kopoltyúíven 10-14 kopoltyútüske van (az érdes lepényhalnál 15-22). A szemek oldalán a barnástól az olívaárnyalatú szürkéig, különböző nagyságú kerek, fekete foltok vannak. Ezek a hát-, farok és farok alatti úszókon is megtalálhatók. Mell- és hasúszói világosbarnák, foltok nélkül. Testhossza 15-25 centiméter, legfeljebb 35 centiméter.

## Életmódja
Katadrom vándorhal, táplálékért a tengerből és a brakkvizekből messzire felúszik a folyókba, de a szaporodási időben ismét a parti vizekbe tér vissza. Tápláléka fenéklakokból áll, főleg apró csigákat és kagylókat fogyaszt.

## Szaporodása
Az ívási idő január–február (Kara-tenger), május (Fehér-tenger vidéke), 0 Celsius-fok vízhőmérsékleten. Az ikrák és később a lárvák szabadon sodródnak a vízben.